# Montserrat Foz Val
Montserrat Foz Val (Barcelona, 1950 - Barcelona, 2008) fue una jugadora de tenis de mesa catalana. 

## Trayectoria
Montserrat Foz Val  se formó con su hermana gemela, Mercé, en el grupo Barna con el que posteriormente consiguió campeonalo estatal por equipos en 1969.

### Campeonatos
- Tres Campeonato de España de dobles de forma consecutiva (1968, 1969, 1970), haciendo pareja con su hermana.
- Uno de dobles mixtos en 1968, con Josep Maria Palés.
- A nivel provincial, fue tres veces campeona de Barcelona por equipos con el Grupo Barna y una dobles (1969).

## Premios y reconocimientos
En 1970 recibió el premio Sant Martí a los 8º Premios Sant Martí de plata, junto con su hermana, en la modalidad individual. 